# Cronologia dos tumultos na Inglaterra em 2011
No início de agosto de 2011, a Inglaterra foi atingida por tumultos, a pior no país em décadas. A linha do tempo dos acontecimentos dos distúrbios durou de 6 a 10 de agosto.

## Sábado, 6 de agosto

### Passeata
Em 6 de agosto, um protesto inicialmente pacífico foi realizado, a partir da Broadwater Farm e acabou terminando na delegacia da polícia de Tottenham. O protesto foi organizado por amigos e parentes de Mark Duggan (que foi morto pela polícia no dia 4 de agosto de 2011), para afirmar uma necessidade não atendida percebida pela justiça para a família. O tumulto ocorreu logo após cerca de 120 pessoas marcharem de Broadwater Farm à Delegacia de Polícia de Tottenham através da High Road. O grupo exigiu que um oficial superior da polícia local falasse com eles. Eles ficaram muitas horas em frente a delegacia de polícia do que originalmente haviam planejado porque eles não estavam satisfeitos com os oficiais superiores disponíveis naquele momento. Um público mais jovem e mais agressivo chegou ao anoitecer, alguns dos quais estavam armados. A violência eclodiu na sequência de um rumor de que a polícia atacou uma menina de 16 anos de idade.

### Tottenham

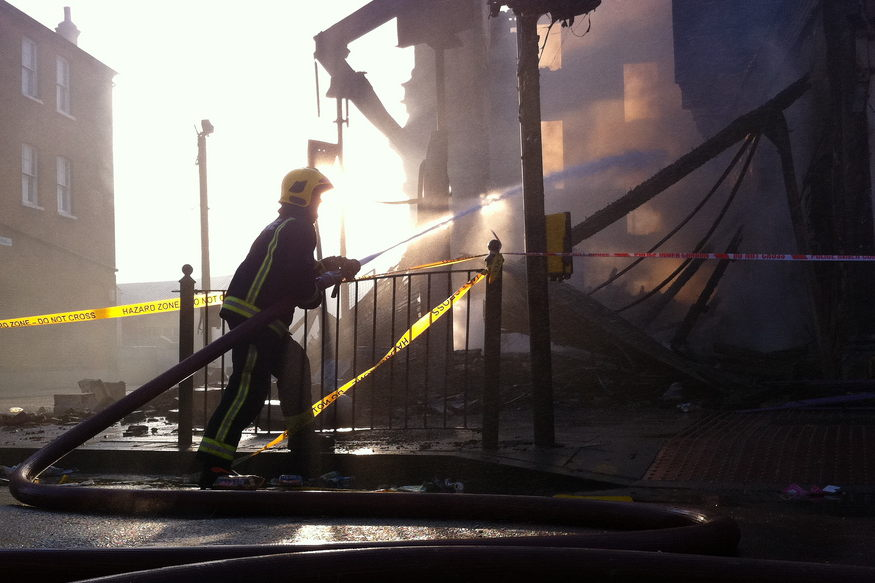
Um bombeiro apaga um incêndio em Tottenham durante o rescaldo do motim inicial.

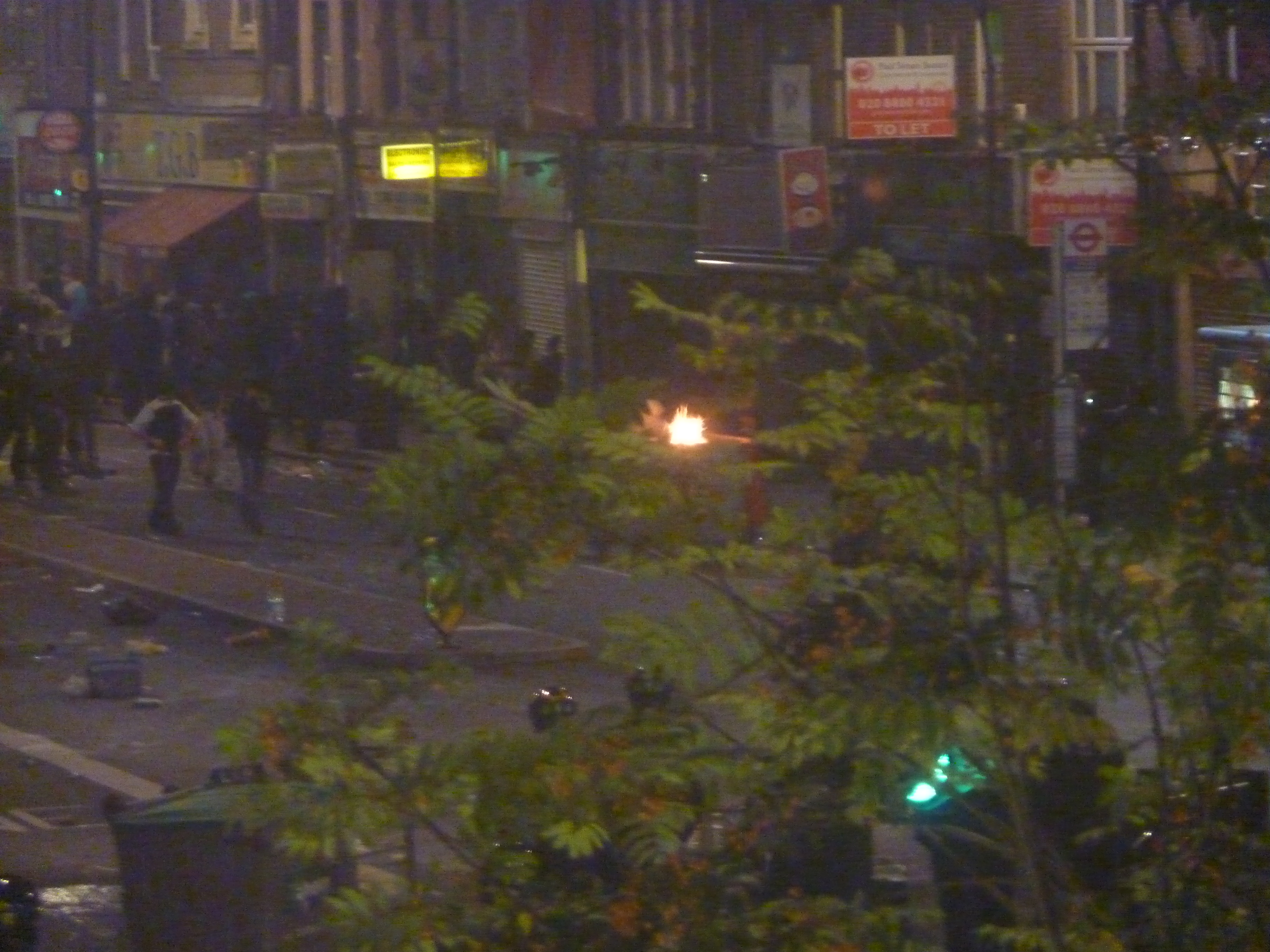
Os desordeiros enfrentando a polícia na noite de 6 de agosto de 2011.

Uma série de distúrbios feito por pessoas em Tottenham seguiu a marcha de protesto no dia 6 de agosto. O tumulto ocorreu pouco depois de cerca de 120 pessoas marcharem de Broadwater a Delegacia de Polícia de Tottenham através da High Road. Tottenham fica no distrito londrino de Haringey, que possui o quarto maior nível de pobreza infantil em Londres e de desemprego de 8,8%.
Às 22:15, uma gangue de jovens incendiou uma agência de correios em Tottenham. Por volta das 22:30, os ataques foram realizados em carros da polícia, ônibus de dois andares e em empresas locais e residências. Viaturas da polícia e oficiais do Grupo de Apoio Territorial participaram da desordem na Tottenham High Road. Janelas de lojas foram quebradas e lojas saqueadas pelos manifestantes. Fogos de artifício, coquetéis molotov e outros mísseis foram lançados contra a polícia. Vinte e seis policiais ficaram feridos, incluindo um que sofreu ferimentos na cabeça. Os bombeiros tiveram dificuldades ao chegar no edifício em chamas por causa da desordem.
Um correspondente da BBC News disse à sua equipe e veículo de reportagem que foram atacados por jovens atirando mísseis. Algumas equipes de notícias deixaram o local, devido à ameaça de violência. Um fotógrafo do jornal Mail on Sunday foi espancado e assaltado. A polícia criou um cordão de isolamento em torno da delegacia de Tottenham e um grupo próximo da BBC e dos jornalistas da Sky. Alguns dos policiais estavam a cavalo.

### Tottenham Hale
Os violentos confrontos foram seguidos de saques a um centro comercial de Tottenham Hale, que continuou até o amanhecer, sem a intervenção da polícia.